# Station Wattenscheid
Station Wattenscheid (Duits: Bahnhof Wattenscheid) is een spoorwegstation in het stadsdeel Wattenscheid van de Duitse stad Bochum. Het station ligt aan de spoorlijn Essen - Bochum.

## Treinverbindingen
| Serie       | Treinsoort                          | Route | Bijzonderheden                                                                     |
| ----------- | ----------------------------------- | --- | ---------------------------------------------------------------------------------- |
| RE 1 (RRX)  | Regional-Express (National Express) | Aachen Hbf – Stolberg (Rheinl) Hbf – Eschweiler Hbf – Düren – Köln Hbf – Düsseldorf Hbf – Duisburg Hbf – Essen Hbf – Wattenscheid – Dortmund Hbf – Hamm (Westf)                                | NRW-Express                                                                        |
| RE 6 (RRX)  | Regional-Express (National Express) | Köln/Bonn Luchthaven – Köln Hbf – Neuss Hbf – Düsseldorf Hbf – Duisburg Hbf – Essen Hbf – Wattenscheid – Bochum Hbf – Dortmund Hbf – Hamm Hbf – Gütersloh Hbf – Bielefeld Hbf – Minden (Westf) | Rhein-Weser-Express                                                                |
| RE 11 (RRX) | Regional-Express (National Express) | Düsseldorf Hbf – Duisburg Hbf – Essen Hbf – Wattenscheid – Bochum Hbf – Dortmund Hbf – Hamm (Westf) Hbf – Paderborn Hbf – Warburg (Westf) – Kassel-Wilhelmshöhe                                | Rhein-Hellweg-Express Rijdt elke twee uur tussen Paderborn en Kassel-Wilhelmshöhe. |
| RE 16       | Regional-Express (Abellio Rail NRW) | Essen Hbf – Wattenscheid – Bochum Hbf – Witten Hbf – Hagen Hbf – Hohenlimburg – Letmathe – [ Iserlohn ] / Werdohl – Kreuztal – Siegen                                                          | Ruhr-Sieg-Express                                                                  |
| RB 40       | Regionalbahn (Abellio Rail NRW)     | Essen Hbf – Essen-Kray Süd – Wattenscheid – Bochum Hbf – Witten Hbf – Wetter (Ruhr) – Hagen-Vorhalle – Hagen Hbf                                                                               | Ruhr-Lenne-Bahn                                                                    |